# Julie St-Pierre
Pour les articles homonymes, voir Julie Saint-Pierre.
Ne doit pas être confondu avec l'actrice québécoise Julie Saint-Pierre.
Julie St-Pierre est une animatrice de télévision et chanteuse québécoise née le 20 janvier 1986. 

## Biographie
Elle s'est fait connaître en tant que participante de Mixmania en 2002. Par la suite, en 2003, elle devient coanimatrice avec Emmanuel Juteau-McEwan (ancien participant de Mixmania) de l'émission Phénomia9. Julie St-Pierre est également animatrice à la radio NRJ ainsi qu'à R'garde moi quand j'te parle avec François Bernier et Gabrielle Fontaine. En mars 2011, elle devient animatrice de l'émission Mixmania 2. En mars 2012, elle anime l'émission Mixmania 3 et elle interprète avec Peya la chanson thème : Mixmaniaque.
De 2016 jusqu'à 2017, Julie St-Pierre a été animatrice de Rouge FM et anime Rouge au travail sur les ondes de CITE-FM depuis janvier 2018.

## Filmographie

### Comme participante
- 2002 : Mixmania

### Comme animatrice
- 2003 : Phénomia9
- 2003- Aujourd'hui : NRJ (radio)
- 2010 : R'garde moi quand j'te parle
- 2011 : Mixmania 2
- 2012 : Mixmania 3

## Discographie

### Mixmania
- 2002 : Tu t'en vas (avec Aucun Regret)
- 2002 : Électrique (avec Aucun Regret)
- 2002 : Je t'aime et c'est tout (avec Aucun Regret)
- 2002 : Laisse-moi t'aimer (avec Aucun Regret)
- 2002 : Que danser (avec Aucun Regret)

### Mixmania 2
- 2011 : Danse, danse (avec Peya) (chanson-thème)

### Mixmania 3
- 2012 : Mixmaniaque (avec Peya) (chanson thème)